# Witalij Kyrylenko
Witalij Kyrylenko (ukrainisch Віталій Кириленко, engl. Transkription Vitaliy Kyrylenko, auch russisch Виталий Кириленко – Witali Kirilenko – Vitaliy Kirilenko; * 25. April 1968) ist ein ehemaliger ukrainischer Weitspringer.
1993 gewann er jeweils Bronze bei der Universiade und bei den Weltmeisterschaften in Stuttgart. 1994 wurde er Siebter bei den Europameisterschaften in Helsinki.
Bei den Weltmeisterschaften 1995 in Göteborg und bei den Olympischen Spielen 1996 in Atlanta schied er in der Qualifikation aus.
Viermal wurde er ukrainischer Meister (1993–1995, 1997). Seine persönliche Bestweite von 8,27 m erzielte er am 26. Mai 1995 in Kiew.
Witalij Kyrylenko ist 1,92 Meter groß und wog zu Wettkampfzeiten 80 kg.